# Florida (Ohio)
Florida es una villa ubicada en el condado de Henry en el estado estadounidense de Ohio. En el Censo de 2010 tenía una población de 232 habitantes y una densidad poblacional de 398,11 personas por km².

## Geografía
Florida se encuentra ubicada en las coordenadas 41°19′26″N 84°12′1″O / 41.32389, -84.20028. Según la Oficina del Censo de los Estados Unidos, Florida tiene una superficie total de 0.58 km², de la cual 0.58 km² corresponden a tierra firme y (0%) 0 km² es agua.

## Demografía
Según el censo de 2010, había 232 personas residiendo en Florida. La densidad de población era de 398,11 hab./km². De los 232 habitantes, Florida estaba compuesto por el 96.55% blancos, el 0% eran afroamericanos, el 0% eran amerindios, el 0.43% eran asiáticos, el 0% eran isleños del Pacífico, el 1.72% eran de otras razas y el 1.29% pertenecían a dos o más razas. Del total de la población el 6.03% eran hispanos o latinos de cualquier raza.